# Скубашевский, Станислав Валерианович
Станислав Валерианович Скубашевский (укр. Станіслав Валеріанович Скубашевський; род. 30 мая 1949, село Романовка, Чемеровецкий район, Каменец-Подольская область) — украинский политик. Член Партии регионов с 2001 года, член Президиума партии с апреля 2008 года.
Государственный служащий I ранга (23 ноября 2007, II ранг — ноябрь 2003).
Народный депутат Украины V, VI созывов. Депутат Донецкого областного совета (2002—2006).

## Биография
Окончил Донецкий политехнический институт, где учился в 1966—1976 годах на мех. ф-те, инженер-механик, механическое оборудование заводов чёрной металлургии.
В 1966—1968 годах — работник Донецкого филиала «Гипрограда», столяр Донецкого завода точного машиностроения.
В 1968—1970 годах проходил службу в рядах Вооружённых Сил СССР в г. Ташкент.
В 1970—1977 годах на комсомольской работе. В 1977—1982 годах на партработе в г. Донецк.
Депутат Буденовского районного совета г. Донецка (1980—1994).
В 1982—1983 годах — заместитель начальника плавильного цеха, заместитель главного инженера по охране труда и природы Донецкого ПО «Донецквторцветметалл».
В 1983—1990 годах — второй секретарь, первый секретарь Буденовского районного комитета Компартии Украины, в 1990—1994 годах председатель Буденовского районного Совета народных депутатов г. Донецка.
В 1994—1996 годах — заместитель Председателя Донецкого областного Совета народных депутатов, заместитель Председателя Донецкой областной государственной администрации, директор по производству АТЗТ «РаДон».
С 1995 года — член Либеральной партии Украины (ЛПУ), член Политсовета партии.
В 1996—1998 годах — помощник-консультант народного депутата Украины.
В 1998—2002 годах — заместитель руководителя, руководитель секретариата, руководитель аппарата, заместитель Председателя Донецкой областной государственной администрации.
В 2002—2005 годах — руководитель Службы Премьер-министра Украины Кабинета Министров Украины.
В 2006—2010 годах — Народный депутат Украины V, VI созывов: 2006—2007 гг. (от ПР № 95 в списке) и 2007—2010 гг. (от ПР № 118 в списке). Член Комитета Верховной Рады Украины по вопросам Регламента, депутатской этики и обеспечения деятельности Верховной Рады Украины.
С 25 февраля 2010 года заместитель главы Администрации Президента Украины (до апреля 2011 года одновременно руководитель Главного управления по вопросам региональной и кадровой политики). Задекларировал 1,9 млн гривен доходов в 2011 году: 297 тыс. гривен составила его заработная плата, 1 млн 440 тыс. гривен — доход от отчуждения имущества, 193 тыс. гривен — пенсия. Согласно той же декларации о доходах Скубашевский владеет автомобилями Chevrolet Evanda, Volkswagen Phaeton и Mercedes ML350. (За 2010 год он задекларировал 393 419 гривен доходов.)
К парламентским выборам 2012 года на Украине занял 14-е место в списке ПР.
Награждён орденом «За заслуги» ІІІ степени (1999), Почетной грамотой Кабинета Министров Украины (2004), Почетной грамотой Верховной Рады Украины (2009). Заслуженный экономист Украины (2003).
Женат, две дочери, дочь Ольга (1974 г. р.) — доцент Национального педагогического университета им. М. Драгоманова.